# Le Piano irrésistible
Pour plus de détails, voir Fiche technique et Distribution.
Le Piano irrésistible est un film muet français réalisé par Alice Guy, sorti en 1907.

## Synopsis
Un pianiste envoûte avec sa musique tous ceux qui s'approchent de son instrument. D'abord agacés, ses voisins finissent par danser.

## Fiche technique
- Titre : Le Piano irrésistible
- Titre anglophone : The Irresistible Piano (États-Unis)
- Réalisation : Alice Guy
- Société de production : Société L. Gaumont et compagnie
- Sociétés de distribution : Société L. Gaumont et compagnie (France), Kleine Optical Company (États-Unis)
- Pays de production :  France
- Langue : film muet avec les intertitres en français
- Métrage : 133 mètres
- Format : Noir et blanc — 35 mm — 1,33:1 — Muet
- Genre : Comédie
- Durée : 4 minutes
- Dates de sortie : 
  - France : 1907
  - États-Unis : octobre 1907